# Nationalhymne der tibetanischen Regierung
Die Nationalhymne der tibetanischen Regierung (tibet. བོད་རྒྱལ་ཁབ་ཆེན་པོའི་རྒྱལ་གླུ, Wylie: bod rgyal khab chen po'i rgyal glu; häufig einfach als Gyallu („Nationalhymne“) bezeichnet) ist die offizielle Nationalhymne der tibetischen Exilregierung.
In der Volksrepublik China ist das Singen oder laute Aufsagen des Textes verboten.

## Der Text

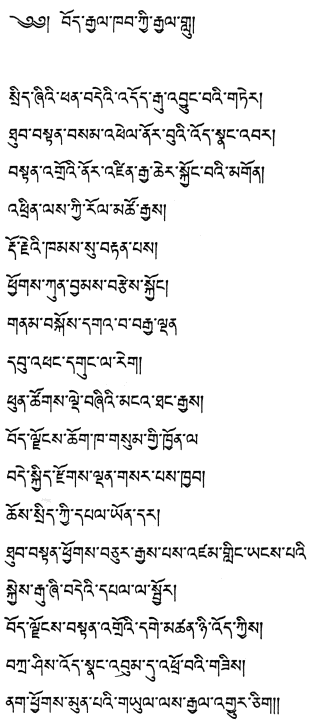
Gyallu in tibetischer Schrift

Si-schi phän-de dö-gu dschung-wä ter.

Thub-tän sam-päl nor-bü wö-nang bar.

Tän-drö nor-zin gya-tscher kyong-wä gön.

Trin-lä kyi röl-tso gyä.

Dor-dsche kham-su tän-pä

Tschog-kün dscham-tse kyong.

Nam-kö ga-wa gya-dän

u-phang gung-la reg.

Phün-tsog de-dschii nga-thang gyä.

Bö-dschong tschöl-kha sum-gyi khyön-la

de-kyi dzog-dän sar-pä khyab.

Tschö-si kyi päl-yön dar.

Thub-tän tschog-tschur gyä-pä zam-ling yang-pä

kye-gu schi-de päl-la dschor

Böd-dschong tän-drö ge-tsän nyi-wö kyi.

Ta-schi wö-nang bum-tu tro-wä si.

Nag-tschog mün-pä yül-lä gyäl-gyur tschig|

Lasst das strahlende Licht der kostbaren Buddhalehren scheinen, denn sie sind die Goldmine aller Hoffnungen für Glück und Wohlhaben in diesem Leben wie in der endgültigen Befreiung.

O Religionsbeschützer, die Ihr den Juwel der Lehre hütet und vermehrt, mögen die Werke Eurer guten Taten wachsen und zunehmen!

Bewacht alle Himmelsrichtungen mit Barmherzigkeit und Liebe, bleibt fest darin wie ein Diamant!

Über unseren Häuptern regiert das göttlich bestimmte Gesetz, das hundertfache Wohltaten bringen sowie die Kraft der vierfachen glücklichen Umstände vermehren möge.

Ein neues goldenes Zeitalter von Glück und Segen soll die drei Provinzen Tibets durchfluten.

Es wachse die Herrlichkeit der Einheit von religiösem und politischem Leben.

Durch die Verbreitung der Lehre des Buddha in den zehn Richtungen mögen alle Wesen in der weiten Welt die Pracht von Frieden und Glück erlangen.

Möge das Sonnenlicht der Lehre und der heilsamen Handlungen der Menschen das Land Tibet siegreich aus dem Kampf gegen die Dunkelheit des Bösen hervorgehen und im hunderttausendfachen Glanz des Glücks erstrahlen lassen.
Quelle: Nicht autorisierte Übersetzung: Tibetisches Zentrum Hamburg. Tibetischer Text von Kyabje Trijang Rinpoche.